# تروکی تاباتا
تروکی تاباتا (انگلیسی: Teruki Tabata؛ زادهٔ ۱۶ آوریل ۱۹۷۹) بازیکن فوتبال اهل ژاپن است.
از باشگاه‌هایی که در آن بازی کرده‌است می‌توان به باشگاه فوتبال آلبیرکس نیگاتا اشاره کرد.
وی همچنین در تیم ملی فوتبال ساحلی ژاپن نیز بازی کرده‌است.